# Feyerharm Knoll
Feyerharm Knoll är en kulle i Antarktis. Den ligger i Västantarktis. Inget land gör anspråk på området. Toppen på Feyerharm Knoll är 2 396 meter över havet.
Terrängen runt Feyerharm Knoll är varierad. Trakten är obefolkad. Det finns inga samhällen i närheten.